# Siv Holgersson
Siv Gerda Kristin Holgersson, gift Holmquist 1951, född 16 maj 1928 i Karlskrona, död 25 juli 2018 i Njurunda distrikt i Västernorrlands län, var en svensk friidrottare (häcklöpning). Hon representerade Malmö AI.